# 金指和彦
金指和彦（かなざし かずひこ、1970年8月4日 - ）は、日本の運輸・国交官僚。（株）日本政策投資銀行常務。

## 来歴
茨城県出身。東京大学法学部を卒業し、1994年 運輸省入省（海上保安庁総務部政務課）。
1998年4月に鉄道局総務課係長。
2001年4月から国土交通省総合政策局交通消費者行政課交通バリアフリー対策室専門官。
2019年7月9日 大臣官房広報課長。2020年7月21日 鉄道局都市鉄道政策課長。2022年6月28日 鉄道局総務課長。2024年6月26日 （株）日本政策投資銀行常務取締役（企業金融第四部担当）。

## 略歴
- 1994年4月：運輸省入省（海上保安庁総務部政務課）[2]。
- 1996年7月：航空局飛行場部管理課[2]。
- 1997年4月：航空局飛行場部管理課係長[2]。
- 1998年4月：鉄道局総務課係長[2]。
- 1999年5月：北海道運輸局企画部地域交通企画課長。
- 2001年4月：国土交通省総合政策局交通消費者行政課交通バリアフリー対策室専門官。
- 2002年9月：海上保安庁総務部政策課専門官。
- 2003年7月：総合政策局総務課付（（財）運輸政策研究機構）。
- 2006年7月：総合政策局国際観光課長補佐。
- 2008年10月：航空局監理部航空事業課長補佐。
- 2011年7月：航空局航空ネットワーク部航空事業課長補佐。
- 2011年7月：総合政策局公共交通政策部交通計画課企画調整官 兼 大臣官房監査官。
  - 2011年12月：兼 総合政策局国際政策課。
- 2012年5月：大臣官房付（外務省研修）[2]。
- 2012年6月：外務省経済協力開発機構（OECD）日本政府代表部参事官。
- 2015年7月1日：近畿運輸局自動車交通部長。
- 2016年7月8日：近畿運輸局交通政策部長。
- 2017年7月7日：自動車局旅客課長。
- 2019年7月9日：大臣官房広報課長。
- 2020年7月21日：鉄道局都市鉄道政策課長。
- 2022年6月28日：鉄道局総務課長。
- 2024年6月26日：（株）日本政策投資銀行常務取締役（企業金融第四部担当）。